# Oksana Krasnokutska
Oksana Krasnokutska (rus. Оксана Краснокутская ; ur. 24 września 1993) – rosyjska lekkoatletka specjalizująca się w skoku wzwyż.
Jedenasta zawodniczka mistrzostw świata juniorów w Barcelonie (2012). Rok później zdobyła brąz młodzieżowych mistrzostw Europy w Tampere.
Rekordy życiowe: hala – 1,90 (4 stycznia 2014, Petersburg); stadion – 1,90 (25 czerwca 2013, Czeboksary i 13 lipca 2013, Tampere).

## Osiągnięcia
| Rok  | Impreza                                                    | Miejsce   | Lokata            | Wynik |
| ---- | ---------------------------------------------------------- | --------- | ----------------- | ----- |
| 2009 | Gimnazjada                                                 | Doha      | 4. miejsce        | 1,78  |
| 2010 | Kwalifikacje europejskie do igrzysk olimpijskich młodzieży | Moskwa    | 3. miejsce        | 1,82  |
| 2012 | Mistrzostwa świata juniorów                                | Barcelona | 11. miejsce       | 1,78  |
| 2013 | Młodzieżowe mistrzostwa Europy                             | Tampere   | 3. miejsce        | 1,90  |
| 2015 | Młodzieżowe mistrzostwa Europy                             | Tallinn   | el. – 13. miejsce | 1,79  |